# Aérodrome de Papa Westray
L'aérodrome de Papa Westray (code IATA : PPW • code OACI : EGEP) est situé à 41 km au nord de l'aéroport de Kirkwall sur l'île de Papa Westray, aux Îles Orcades, en Écosse. L'aérodrome est connu pour être l'un des deux aéroports, rejoint par le plus court vol dans le monde, avec le service interîles de Loganair vers Westray. La distance du vol est de 2,8 km et la durée de vol, y compris les phases de roulage, est d'environ deux minutes. Mais le temps de vol effectif (du décollage à l'atterrissage) est d'environ une minute.

## Situation

### Carte des aéroports d'Écosse
| Aberdeen Barra Benbecula Campbeltown Colonsay Dundee Eday Édimbourg Fair Isle Foula Glasgow Glasgow-Prestwick Inverness Islay Kirkwall North Ronaldsay Oban Papa Westray Sanday Stornoway Stronsay Sumburgh Tingwall Tiree Westray Wick |

### Carte des aéroports des Orcades
| Eday Islay North Ronaldsay Papa Westray Sanday Stronsay Westray Kirkwall |

## Record
Cet aérodrome détient le record du plus court temps de vol : environ 50 secondes.

## Compagnies aériennes et destinations
| Compagnies | Destinations                       |
| ---------- | ---------------------------------- |
| Loganair   | Kirkwall, North Ronaldsay, Westray |